# 1980-as Formula–1 belga nagydíj
A belga nagydíj volt az 1980-as Formula–1 világbajnokság ötödik futama.

## Futam
| Helyezés | #  | Versenyző             | Csapat/Motor    | Körök | Idő/Kiesés oka  | Rajthely | Pontszám |
| -------- | -- | --------------------- | --------------- | ----- | --------------- | -------- | -------- |
| 1        | 25 | Didier Pironi         | Ligier-Ford     | 72    | 1:38:47,4       | 2        | 9        |
| 2        | 27 | Alan Jones            | Williams-Ford   | 72    | +47,37          | 1        | 6        |
| 3        | 28 | Carlos Reutemann      | Williams-Ford   | 72    | +84,12          | 4        | 4        |
| 4        | 16 | René Arnoux           | Renault         | 71    | +1 kör          | 6        | 3        |
| 5        | 3  | Jean-Pierre Jarier    | Tyrrell-Ford    | 71    | +1 kör          | 9        | 2        |
| 6        | 2  | Gilles Villeneuve     | Ferrari         | 71    | +1 kör          | 12       | 1        |
| 7        | 21 | Keke Rosberg          | Fittipaldi-Ford | 71    | +1 kör          | 21       |          |
| 8        | 1  | Jody Scheckter        | Ferrari         | 70    | +2 kör          | 14       |          |
| 9        | 4  | Derek Daly            | Tyrrell-Ford    | 70    | +2 kör          | 11       |          |
| 10       | 12 | Elio de Angelis       | Lotus-Ford      | 69    | Kicsúszás       | 8        |          |
| 11       | 26 | Jacques Laffite       | Ligier-Ford     | 68    | +4 kör          | 3        |          |
| 12       | 9  | Jan Lammers           | ATS-Ford        | 64    | Motorhiba       | 15       |          |
| HN       | 7  | John Watson           | McLaren-Ford    | 61    | Helyezés nélkül | 20       |          |
| Kiesett  | 29 | Riccardo Patrese      | Arrows-Ford     | 58    | Kicsúszás       | 16       |          |
| Kiesett  | 11 | Mario Andretti        | Lotus-Ford      | 41    | Váltó           | 17       |          |
| Kiesett  | 22 | Patrick Depailler     | Alfa Romeo      | 38    | Kipufogó        | 10       |          |
| Kiesett  | 5  | Nelson Piquet         | Brabham-Ford    | 32    | Kicsúszás       | 7        |          |
| Kiesett  | 8  | Alain Prost           | McLaren-Ford    | 29    | Erőátvitel      | 19       |          |
| Kiesett  | 20 | Emerson Fittipaldi    | Fittipaldi-Ford | 16    | Elektronika     | 24       |          |
| Kiesett  | 14 | Tiff Needell          | Ensign-Ford     | 12    | Motorhiba       | 23       |          |
| Kiesett  | 23 | Bruno Giacomelli      | Alfa Romeo      | 11    | Felfüggesztés   | 18       |          |
| Kiesett  | 6  | Ricardo Zunino        | Brabham-Ford    | 5     | Váltó           | 22       |          |
| Kiesett  | 30 | Jochen Mass           | Arrows-Ford     | 1     | Kicsúszás       | 13       |          |
| Kiesett  | 15 | Jean-Pierre Jabouille | Renault         | 1     | Kuplung         | 5        |          |
| NK       | 17 | Geoff Lees            | Shadow-Ford     |       |                 |          |          |
| Nk       | 18 | Dave Kennedy          | Shadow-Ford     |       |                 |          |          |
| NK       | 31 | Eddie Cheever         | Osella-Ford     |       |                 |          |          |

## Statisztikák
Vezető helyen:
- Didier Pironi: 72 (1-72)

Didier Pironi 1. győzelme, Alan Jones 5. pole-pozíciója, Jacques Laffite 4. leggyorsabb köre.
- Ligier 5. győzelme.